# Войново (Болховский район)
Войново — опустевшее село в составе Болховского района Орловской области, входит в Боровское сельское поселение. Население — 0 чел. (2010).

## География
Село расположено в центральной части Среднерусской возвышенности в лесостепной зоне, на севере Орловской области и находится на берегу реки Орс.
Уличная сеть представлена одним объектом: Вознесенская улица.

### Географическое положение
в 4 км. — административный центр поселения деревня Козюлькина, в 18 км. — административный центр района, в 12 километрах от районного центра — города Болхов, в 55 километрах от областного центра — города Орёл и в 283 километрах от столицы — Москвы.

### Климат
близок к умеренно-холодному, количество осадков является значительным, с осадками даже в засушливый месяц. Среднегодовая норма осадков — 627 мм. Среднегодовая температура воздуха в Болховском районе — 5,1 °C.

## Население
| 2010 |
| ---- |
| 0    |

## Транспорт
Просёлочные дороги.